# 'Ruige' Ronny Nijs
 'Ruige' Ronny Nijs is een personage uit de Vlaamse politieserie Zone Stad en wordt gespeeld door Tom Van Landuyt.

## Seizoen 1
Ruige Ronny is een man van de straat en kent het misdaadmilieu als zijn broekzak. Hij geeft dan ook, weliswaar tegen een 'gepaste' vergoeding, graag tips aan het team. Hij noemt Tom en Dani steevast Tommekentom en zijn schoon wijveke.
Tom vraagt Ronny om undercover te gaan in de zaak rond de moordenaar van zijn vroegere partner Rob Biesemans. Ronny wordt door Rosse John, de dader, gegijzeld, maar uiteindelijk loopt alles goed af.

## Seizoen 2
Tom en Dani kunnen hun ogen niet geloven als blijkt dat Ronny een vriendin heeft en al zeker niet wanneer blijkt dat het om Tess Verbesselt gaat, de dochter van een rijke senator. Wanneer Tess plots van de aardbodem verdwenen lijkt te zijn, roept Ronny de hulp in van Tom en Dani. Uiteindelijk treffen ze haar lijk aan. Ze blijkt per ongeluk te zijn doodgeschoten door haar vader.

## Seizoen 3
Ronny gaat voor Tom en Dani undercover in een zaak rond manhunting. Hij valt echter door de mand en wordt ontvoerd. Net wanneer Tom en Dani hem weer op het spoor komen, laten de jagers Ronny opjagen door hun wilde honden. Ronny overleeft de aanval, maar is wel zwaargewond. Na al deze gebeurtenissen keert hij niet meer terug als informant.

## Seizoen 6
Tom en Ronny ontmoeten elkaar opnieuw op café. Ronny geeft aan opnieuw te willen werken als informant, maar wil deze keer wel officieel erkend worden. Hoewel Fien dit wil regelen, staat Tom nogal wantrouwig tegenover het aanbod. Hij weet Ronny te overtuigen om hen nog één keer op de 'normale' manier te helpen.
Wanneer de moeder van Tom op sterven ligt komt Ronny langs om Tom een hart onder de riem te steken, hij is dan ook aanwezig op de begrafenis van haar.
De zus van Ronny wordt vermoord. Wanneer hij een tijdje later haar appartement komt opruimen, komt hij oog in oog te staan met de dader en ontstaat er een gevecht. Tom, die vlak in de buurt is, wil tussenkomen en vuurt een schot af. Het is echter Ronny die dodelijk getroffen wordt door de kogel.